# 林宇軒
林宇軒（1999年—），臺灣新北市人，臺灣新生代詩人。畢業於臺灣師範大學，就讀期間曾為臺師大噴泉詩社成員。每天為你讀一首詩成員，2021年度臺灣文學基地駐村作家。曾獲全國優秀青年詩人獎、香港青年文學獎、楊牧文學獎等，入選《新世紀新世代詩選》，著有詩集《心術》等書。曾由國家文化藝術基金會補助，主持文學類Podcast節目。

## 出版作品

### 詩集
- 《泥盆紀》（獨立出版，2018）
- 《心術》（九歌出版，2023）

### 訪談集
- 《詩藝的復興：千禧世代詩人對話》（臺灣師大，2023）

## 外部連結
- 林宇軒方格子vocus （页面存档备份，存于）